# Кратет Олинтски
Вижте пояснителната страница за други личности с името Кратет.
Кратет (на старогръцки: Κράτης) или Кратерос (Κρατερός) е класически гръцки инженер от втората половина на IV век пр. Хр.
Мможе би е олинтиец, заселил се в метрополията Халкида след разрушаването на Олинт в 348 година пр. Хр.
Кратет е минен и хидравличен инженер, който придружава цар Александър III Македонски. На него е възложено пресушаването на езерото Копиада в Беотия. Той също така допринася за изграждането на Александрия.